# Rally Dakar 2006
Il Rally Dakar 2006 è stata la 28ª edizione del Rally Dakar (partenza da Lisbona, arrivo a Dakar).

## Tappe
Nelle 16 giornate del rally raid furono disputate 15 tappe ed una serie di trasferimenti (9.043 km), con 14 prove speciali per un totale di 4.813 km.

## Classifiche

### Moto
Hanno finito la gara 93 delle 232 moto iscritte.

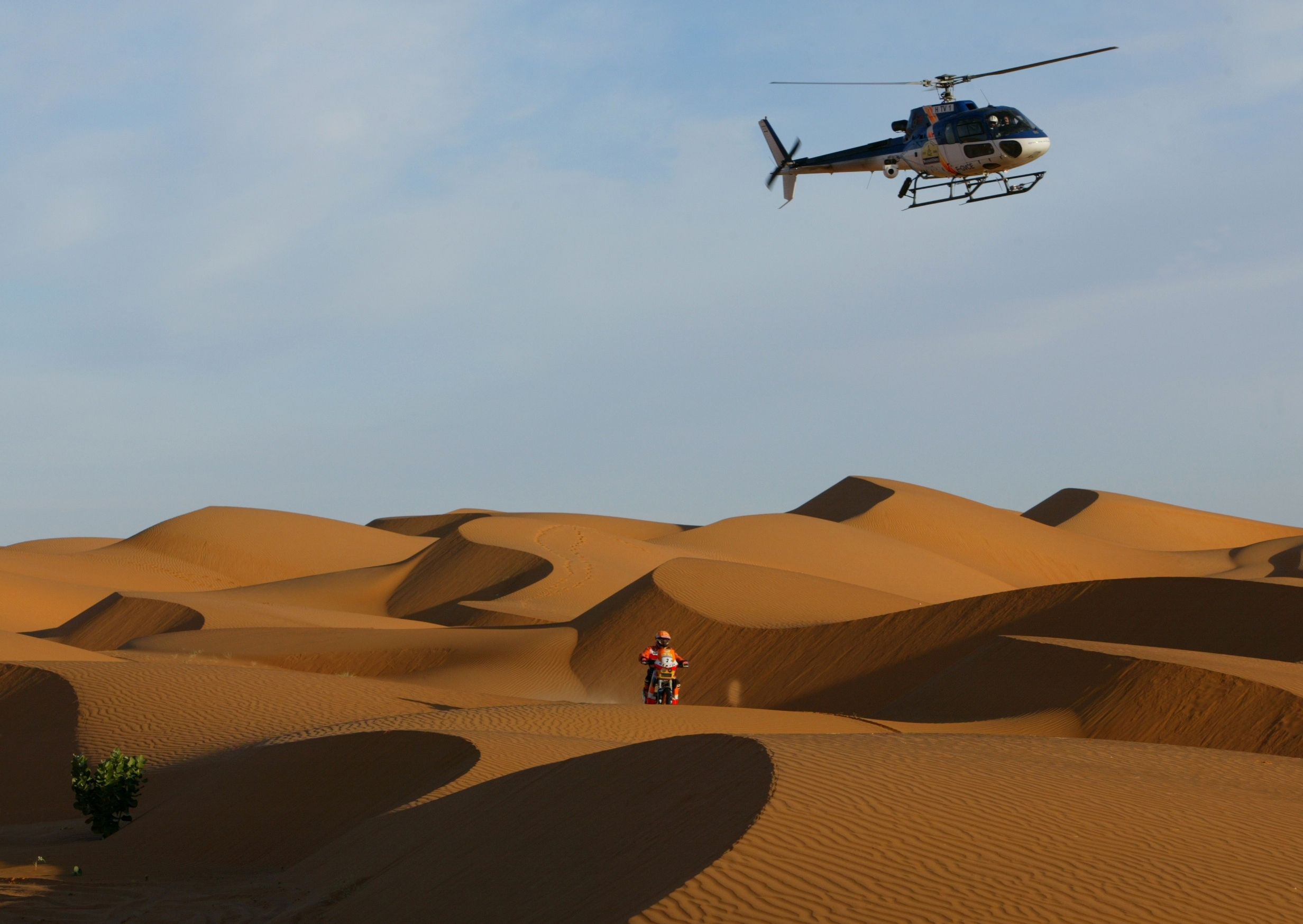
Nella foto Marc Coma, vincitore nella categoria moto.

| Pos. | Pilota                  | Mezzo  | Tempo       | Distacco     |
| ---- | ----------------------- | ------ | ----------- | ------------ |
| 1    | Marc Coma               | KTM    | 55h 27' 17" |              |
| 2    | Cyril Despres           | KTM    |             | + 1h 13' 29" |
| 3    | Giovanni Sala           | KTM    |             | + 2h 29' 48" |
| 4    | Chris Blais             | KTM    |             | + 2h 36' 18" |
| 5    | Carlo de Gavardo        | KTM    |             | + 3h 22' 47" |
| 6    | Pål Anders Ullevålseter | KTM    |             | + 3h 54' 52" |
| 7    | Alain Duclos            | KTM    |             | + 4h 43' 56" |
| 8    | David Casteu            | Yamaha |             | + 6h 16' 21" |
| 9    | Hélder Rodrigues        | KTM    |             | + 6h 54' 41" |
| 10   | Janis Vinters           | KTM    |             | + 7h 53' 14" |

### Auto
Hanno finito la gara 67 delle 174 auto iscritte.
| Pos. | Pilota               | Navigatore         | Mezzo                   | Tempo       | Distacco     |
| ---- | -------------------- | ------------------ | ----------------------- | ----------- | ------------ |
| 1    | Luc Alphand          | Gilles Picard      | Mitsubishi Pajero       | 53h 47' 32" |              |
| 2    | Giniel de Villiers   | Tina Thörner       | Volkswagen Race Touareg |             | + 17' 53"    |
| 3    | Nani Roma            | Henri Magne        | Mitsubishi Pajero       |             | + 1h 50' 38" |
| 4    | Stéphane Peterhansel | Jean-Paul Cottret  | Mitsubishi Pajero       |             | + 3h 20' 24" |
| 5    | Mark Miller          | Dirk von Zitzewitz | Volkswagen Race Touareg |             | + 3h 23' 25" |
| 6    | Jean-Louis Schlesser | Francois Borsotto  | Schlesser-Ford          |             | + 4h 09' 23" |
| 7    | Carlos Sousa         | Jean-Marie Lurquin | Nissan Navara           |             | + 5h 40' 11" |
| 8    | Bruno Saby           | Michel Périn       | Volkswagen Race Touareg |             | + 8h 14' 45" |
| 9    | Guerlain Chicherit   | Matthieu Baumel    | BMW X3                  |             | + 8h 25' 13" |
| 10   | Thierry Magnaldi     | Arnaud Debron      | Schlesser-Ford          |             | + 8h 25' 57" |

### Camion
Hanno terminato la corsa 33 dei 69 camion iscritti.
| Pos. | Equipaggio                                      | Mezzo    |
| ---- | ----------------------------------------------- | -------- |
| 1    | Vladimir Čagin / Yakubov (Rus) / Savostin (Rus) | Kamaz    |
| 2    | Hans Stacey / Gotlib (Bel) / Der Kinderen (Ned) | MAN      |
| 3    | Firdaus Kabirov / Belyaev (Rus) / Mokeev (Rus)  | Kamaz    |
| 4    | André de Azevedo / Martinec (Bra) / Justo (Bra) | Tatra    |
| 5    | Yoshimasa Sugawara / Hamura (Jpn)               | Hino     |
| 6    | Giacomo Vismara / Cambiaghi (Ita)               | Mercedes |
| 7    | Teruhito Sugawara / Suzuki (Jpn)                | Hino     |
| 8    | Franz Echter /Gobel (Ger) / Van Dooren (Hol)    | MAN      |
| 9    | Karl Sadlauer /Maier (Aut) / Mayer (Aut)        | MAN      |
| 10   | Peter Reif / Pichlbauer (Aut) / Huber (Aut)     | MAN      |